# Francesco Lomanto
Francesco Lomanto (* 2. března 1962, Mussomeli) je italský římskokatolický duchovní a arcibiskup syrakuský.

## Život
Narodil se 2. března 1962 v Mussomeli.
Vstoupil do kněžského semináře v Caltanissettě. Dne 29. června 1986 byl biskupem Alfredem Maria Garsiou vysvěcen na kněze a inkardinován do diecéze Caltanissetta. Stal se farním vikářem ve Villalbě a roku 1996 farářem v rodném městě. Na Papežské univerzitě Gregoriana získal licenciát a později doktorát z církevní historie. Získal také diplom na Vatikánské škole paleografie, diplomatiky a archivnictví.
Vyučoval na Teologickém institutu v Caltanissettě a Papežské teologické fakultě Sicílie. Dne 24. července 2020 jej papež František jmenoval metropolitním arcibiskupem syrakuským. Biskupské svěcení přijal 24. října z rukou biskupa Maria Russotto a spolusvětiteli byli arcibiskup Salvatore Pappalardo a arcibiskup Salvatore Gristina. Dne 29. června 2021 obdržel od papeže pallium.